# Зауралля
Зауралля — природна територія, прилегла до східного схилу Уралу в басейнах річок Тобол і Об, окраїнна частина Західно-Сибірської рівнини. Розташовується на територіях Курганської, Тюменської, Челябінської, Свердловської областей Росії і Костанайської області Казахстану.
Часто в розмовному побуті та в пресі Заураллям називають лише Курганську область.